# La Laupiá
La Laupie és un municipi francès situat al departament de la Droma i a la regió d'Alvèrnia-Roine-Alps. L'any 2007 tenia 656 habitants.

## Demografia

### Població
El 2007 la població de fet de La Laupie era de 656 persones. Hi havia 248 famílies de les quals 56 eren unipersonals (36 homes vivint sols i 20 dones vivint soles), 72 parelles sense fills, 80 parelles amb fills i 40 famílies monoparentals amb fills.
La població ha evolucionat segons el següent gràfic:
Habitants censats

### Habitatges
El 2007 hi havia 290 habitatges, 253 eren l'habitatge principal de la família, 30 eren segones residències i 7 estaven desocupats. 265 eren cases i 25 eren apartaments. Dels 253 habitatges principals, 198 estaven ocupats pels seus propietaris, 41 estaven llogats i ocupats pels llogaters i 14 estaven cedits a títol gratuït; 7 tenien dues cambres, 18 en tenien tres, 75 en tenien quatre i 153 en tenien cinc o més. 204 habitatges disposaven pel capbaix d'una plaça de pàrquing. A 122 habitatges hi havia un automòbil i a 117 n'hi havia dos o més.

### Piràmide de població
La piràmide de població per edats i sexe el 2009 era:
| Homes | Edats   | Dones |
| ----- | ------- | ----- |
| 0     | 95 o +  | 0     |
| 0     | 90 a 94 | 0     |
| 4     | 85 a 89 | 12    |
| 0     | 80 a 84 | 4     |
| 12    | 75 a 79 | 12    |
| 12    | 70 a 74 | 16    |
| 12    | 65 a 69 | 8     |
| 16    | 60 a 64 | 8     |
| 12    | 55 a 59 | 20    |
| 24    | 50 a 54 | 24    |
| 8     | 45 a 49 | 28    |
| 20    | 40 a 44 | 16    |
| 12    | 35 a 39 | 12    |
| 32    | 30 a 34 | 8     |
| 40    | 25 a 29 | 32    |
| 12    | 20 a 24 | 12    |
| 20    | 15 a 19 | 0     |
| 20    | 10 a 14 | 12    |
| 28    | 5 a 9   | 16    |
| 24    | 0 a 4   | 28    |

## Economia
El 2007 la població en edat de treballar era de 402 persones, 299 eren actives i 103 eren inactives. De les 299 persones actives 277 estaven ocupades (151 homes i 126 dones) i 22 estaven aturades (9 homes i 13 dones). De les 103 persones inactives 39 estaven jubilades, 32 estaven estudiant i 32 estaven classificades com a «altres inactius».

### Ingressos
El 2009 a La Laupie hi havia 260 unitats fiscals que integraven 702 persones, la mediana anual d'ingressos fiscals per persona era de 17.723 €.

### Activitats econòmiques
Dels 20 establiments que hi havia el 2007, 1 era d'una empresa de fabricació d'altres productes industrials, 6 d'empreses de construcció, 4 d'empreses de comerç i reparació d'automòbils, 1 d'una empresa d'hostatgeria i restauració, 6 d'empreses de serveis, 1 d'una entitat de l'administració pública i 1 d'una empresa classificada com a «altres activitats de serveis».
Dels 4 establiments de servei als particulars que hi havia el 2009, 1 era un paleta, 1 guixaire pintor, 1 lampisteria i 1 restaurant.
L'any 2000 a La Laupie hi havia 11 explotacions agrícoles.

## Equipaments sanitaris i escolars
El 2009 hi havia una escola elemental.

## Poblacions més properes
El següent diagrama mostra les poblacions més properes.